# Kirche Barver
Koordinaten: 52° 37′ 15,7″ N, 8° 35′ 43,9″ O

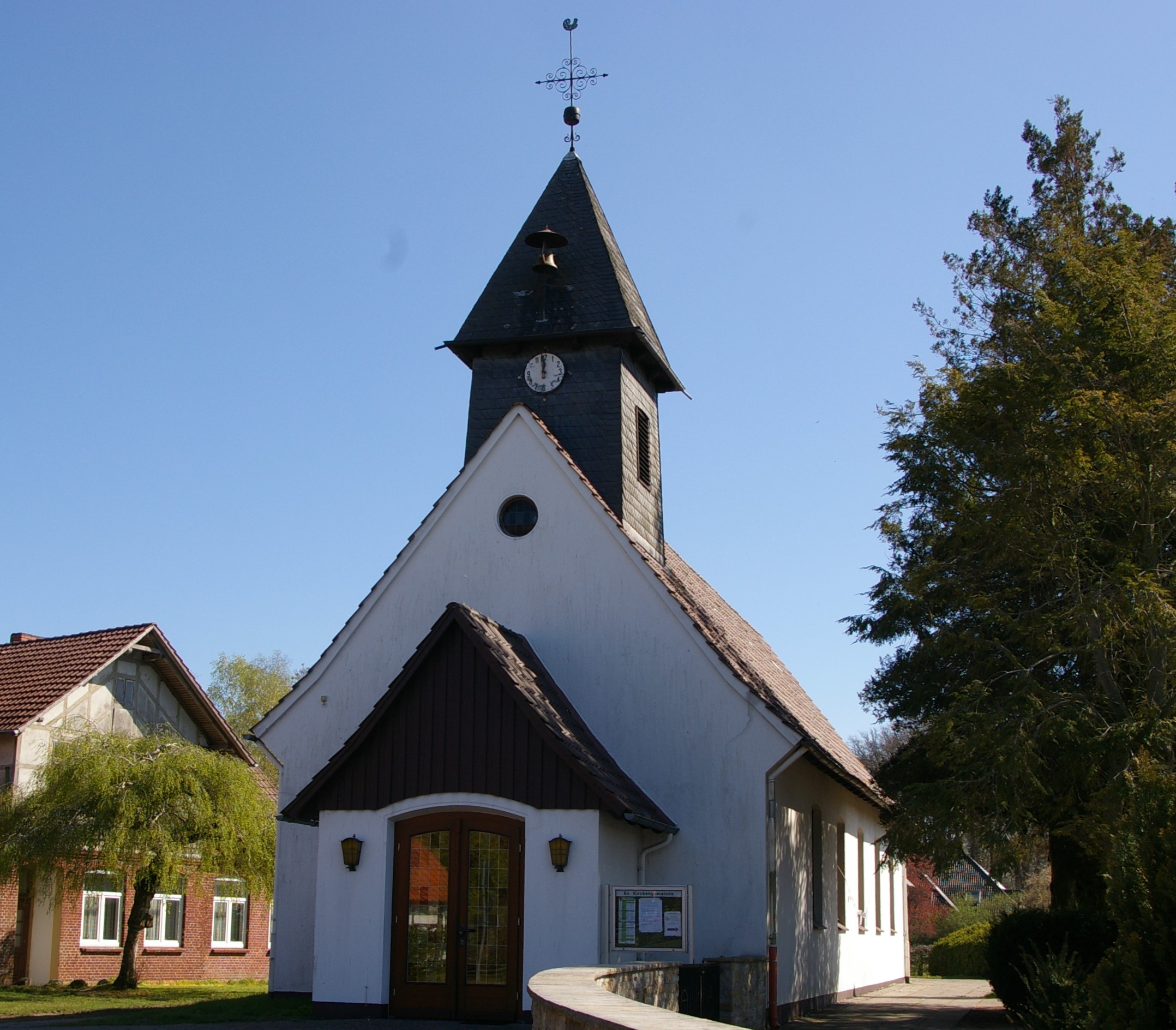
Kirche zu Barver

Die Kirche zu Barver befindet sich am Kirchweg 337 in Barver, Kreis Diepholz. Sie zählt zum Kirchenkreis Grafschaft Diepholz. Im Jahr 1525 erteilte Friedrich I. von Diepholz der Bauerschaft die Erlaubnis zum Bau einer Kapelle und zur Anstellung eines eigenen Kaplans. 1528 führte Friedrich die Reformation ein. Errichtet wurde ein einschiffiger, verputzter Saalbau mit fünf Fensterachsen. 1535 erhielt die Kapelle das Taufrecht.
Die Kirche wurde unter einem Satteldach mit einem Dachreiter erbaut. Ein neuer Putz wurde um 1950 aufgelegt. Die Kirche ist kein Baudenkmal im rechtlichen Sinne und wird beim Niedersächsischen Landesamt für Denkmalpflege unter der ID 34426873 (Nichtdenkmal) geführt. 